# Hamad bin Jassim bin Jaber Al Thani

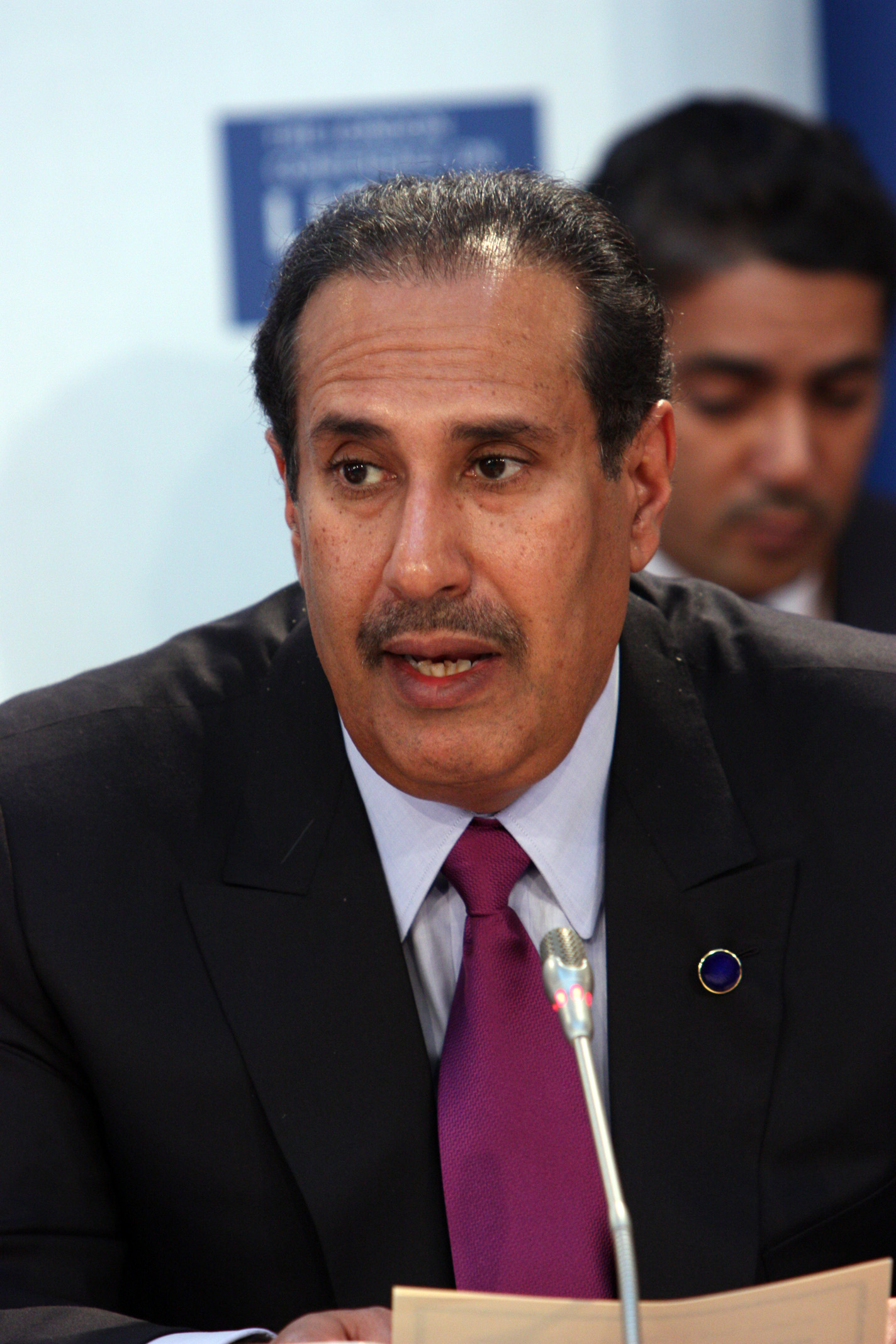
Hamad ibn Dschasim ibn Dschabr Al Thani (2011)

Scheich Hamad bin Jassim bin Jaber Al Thani (arabisch حمد بن جاسم بن جبر آل ثاني, DMG Ḥamad b. Ǧāsim b. Ǧabir Āl Ṯānī; * 30. August 1959) war bis 2013 Premierminister und Außenminister von Katar. Er ist zweimal verheiratet und hat 6 Kinder (4 Söhne und 2 Töchter), alternative Quellen sprechen von 15 oder 16 Kindern. Mit rund 12 Mrd. Dollar geschätztem Privatvermögen ist er einer der reichsten Menschen der Erde.

## Leben
Seit 1992 war er Außenminister von Katar und spielte 1995 beim Sturz des damaligen Emirs eine wichtige Rolle. Er galt als enger Vertrauter und Verbündeter des von 1995 bis 2013 regierenden Emirs Scheich Hamad bin Chalifa Al Thani, der danach an die Macht kam und sein Cousin ist.
Ebenso werden ihm enge Beziehungen zur US-amerikanischen Regierung nachgesagt, insbesondere zum ehemaligen US-amerikanischen Vizepräsidenten Dick Cheney. Er ist der zweitreichste Mann in Katar, der an zahlreichen ertragreichen Geschäften wie der Fluglinie Qatar Airways beteiligt ist. Der Scheich war bis 2013 Verwalter des Staatsfonds Qatar Investment Authority. Dazu hält er auch als privater Anleger zahlreiche Beteiligungen an europäischen Unternehmen. Darunter sind Beteiligungen an der Dexia-Gruppe, über die Holding Precision Capital die Quintet Private Bank, ehem. KBL European Private Bankers, über Paramount Services Holdings 4,54 % an der Deutschen Bank (aktuelle Stimmrechtsmitteilung von 2023) und seit 2015 am spanischen Handelskonzern El Corte Inglés. Er verfolgt eine zukunftsorientierte Anlagestrategie, die eine erhöhte Unabhängigkeit von Erdöl ermöglichen soll.
Am 3. April 2007 wurde er Premierminister von Katar und löste damit seinen Cousin und den Bruder des Emirs von Katar, Abdullah bin Chalifa Al Thani, ab. Das Amt des Außenministers behielt er jedoch auch als Regierungschef bei. Dem vom neuen Emir Tamim bin Hamad Al Thani am 26. Juni 2013 ernannten Kabinett gehört er nicht mehr an.
Er war einer der Unterzeichner der Botschaft aus Amman (Amman Message).